# Каліпатрія (Каліфорнія)
Каліпатрія (англ. Calipatria) — місто (англ. city) в США, в окрузі Імперіал штату Каліфорнія. Населення — 6515 осіб (2020).

## Географія
Каліпатрія розташована за координатами 33°10′8″ пн. ш. 115°29′9″ зх. д. / 33.16889° пн. ш. 115.48583° зх. д. (33.168805, -115.485710).  За даними Бюро перепису населення США в 2010 році місто мало площу 9,62 км², уся площа — суходіл.

### Клімат
Місто знаходиться у зоні, котра характеризується кліматом тропічних пустель. Найтепліший місяць — липень із середньою температурою 33.9 °C (93 °F). Найхолодніший місяць — січень, із середньою температурою 12.8 °С (55 °F).
| Клімат Каліпатрії       | Клімат Каліпатрії | Клімат Каліпатрії | Клімат Каліпатрії | Клімат Каліпатрії | Клімат Каліпатрії | Клімат Каліпатрії | Клімат Каліпатрії | Клімат Каліпатрії | Клімат Каліпатрії | Клімат Каліпатрії | Клімат Каліпатрії | Клімат Каліпатрії | Клімат Каліпатрії |
| Показник                | Січ.              | Лют.              | Бер.              | Квіт.             | Трав.             | Черв.             | Лип.              | Серп.             | Вер.              | Жовт.             | Лист.             | Груд.             | Рік               |
| Абсолютний максимум, °C | 30                | 33                | 35                | 40                | 46                | 48                | 48                | 48                | 48                | 42                | 34                | 31                | 48                |
| Середній максимум, °C   | 20                | 22                | 25                | 30                | 33                | 38                | 41                | 41                | 39                | 32                | 25                | 21                | 31                |
| Середня температура, °C | 13                | 15                | 17                | 22                | 25                | 29                | 33                | 33                | 31                | 24                | 17                | 13                | 23                |
| Середній мінімум, °C    | 6                 | 8                 | 10                | 14                | 17                | 21                | 26                | 25                | 23                | 17                | 10                | 6                 | 15                |
| Абсолютний мінімум, °C  | −3                | −1                | 1                 | 6                 | 9                 | 11                | 16                | 16                | 13                | 6                 | 0                 | −1                | −3                |
| Норма опадів, мм        | 10                | 0                 | 0                 | 0                 | 0                 | 0                 | 0                 | 0                 | 0                 | 0                 | 0                 | 0                 | 40                |
| Днів з дощем            | 1                 | 0                 | 0                 | 0                 | 0                 | 0                 | 0                 | 0                 | 0                 | 0                 | 0                 | 0                 | 4                 |
| Вологість повітря, %    | 52                | 44                | 39                | 36                | 31                | 28                | 37                | 38                | 32                | 35                | 39                | 45                | 38                |
| ----------------------- | ----------------- | ----------------- | ----------------- | ----------------- | ----------------- | ----------------- | ----------------- | ----------------- | ----------------- | ----------------- | ----------------- | ----------------- | ----------------- |
| Джерело: Weatherbase    |                   |                   |                   |                   |                   |                   |                   |                   |                   |                   |                   |                   |                   |

## Демографія
Згідно з переписом 2010 року, у місті мешкало 7705 осіб у 1008 домогосподарствах у складі 819 родин. Густота населення становила 801 особа/км².  Було 1121 помешкання (116/км²).
Расовий склад населення:
| - 41,7 % — білих - 20,9 % — чорних або афроамериканців - 1,2 % — азіатів - 1,0 % — корінних американців - 0,3 % — вихідців з тихоокеанських островів - 31,9 % — осіб інших рас |

До двох чи більше рас належало 2,9 %. Частка іспаномовних становила 64,1 % від усіх жителів.
За віковим діапазоном населення розподілялося таким чином: 16,2 % — особи молодші 18 років, 79,2 % — особи у віці 18—64 років, 4,6 % — особи у віці 65 років та старші. Медіана віку мешканця становила 32,9 року. На 100 осіб жіночої статі у місті припадало 330,9 чоловіків;  на 100 жінок у віці від 18 років та старших — 427,3 чоловіків також старших 18 років.
Середній дохід на одне домашнє господарство  становив 46 707 доларів США (медіана — 31 019), а середній дохід на одну сім'ю — 47 615 доларів (медіана — 30 648). Медіана доходів становила 37 837 доларів для чоловіків та 30 707 доларів для жінок. За межею бідності перебувало 32,6 % осіб, у тому числі 50,4 % дітей у віці до 18 років та 10,4 % осіб у віці 65 років та старших.
Цивільне працевлаштоване населення становило 955 осіб. Основні галузі зайнятості: сільське господарство, лісництво, риболовля — 18,3 %, освіта, охорона здоров'я та соціальна допомога — 17,9 %, транспорт — 13,7 %, роздрібна торгівля — 13,1 %.